# Раневская (сериал)
«Ране́вская» — российский восьмисерийный фильм о жизни и творчестве народной артистки СССР Фаины Раневской. Производством проекта занималась компания Star Media. Рабочее название сериала — «Фаи́на».
Премьерный показ первых двух серий состоялся в онлайн-кинотеатре Kion 8 февраля 2023 года. Две заключительные серии вышли 15 марта 2023 года.
Телевизионный премьерный показ сериала прошёл на «Первом канале» с 13 по 23 марта 2023 года.

## Сюжет
В Таганроге юная Фаина мечтает о том, чтобы стать профессиональной актрисой, но у отца девушки на неё совсем другие планы. Он хочет выгодно выдать замуж свою дочь за нелюбимого ею человека. Фаина тайно сбегает из родного дома и отправляется на поезде покорять театральную Москву.
Сериал охватывает период с поездки в столицу в 1915 году до съёмки телеверсии спектакля «Дальше — тишина…» в 1978 году.

## Актёры и роли

### В главных ролях
| Актёр                   | Роль                                      |
| ----------------------- | ----------------------------------------- |
| Мариэтта Цигаль-Полищук | Фаина Раневская                           |
| Семён Стругачёв         | Гирш Фельдман папа Фаины                  |
| Ольга Цинк              | Милка мама Фаины                          |
| Мириам Сехон            | Белла сестра Фаины                        |
| Александр Домогаров     | Василий Качалов                           |
| Полина Кутепова         | Павла Вульф                               |
| Константин Лавроненко   | Сергей Репнин (прототип — Фёдор Толбухин) |
| Даниил Спиваковский     | Юрий Завадский                            |
| Эмилия Спивак           | Екатерина Гельцер                         |
| Ирина Гринёва           | Любовь Орлова                             |

### В ролях
| Актёр               | Роль             |
| ------------------- | ---------------- |
| Лика Нифонтова      | Вера Марецкая    |
| Виталий Егоров      | Александр Таиров |
| Оксана Базилевич    | Алиса Коонен     |
| Юлия Авшарова       | Анна Ахматова    |
| Максим Литовченко   | Ростислав Плятт  |
| Ольга Науменко      | Ольга Садовская  |
| Александр Андриенко | Осип Абдулов     |
| Григорий Шевчук     | Алексей Грибов   |
| Борис Кинер         | Фёдор Корш       |
| Антон Афанасьев     | Майский          |
| Игорь Письменный    | Восьмибратов     |
| Тагир Рахимов       | Ибрагим          |
| Юрий Ваксман        | Фрол Потапович   |
| Михаил Цитриняк     | Этьен            |
| Василий Щипицын     | комиссар         |
| Кристина Фёдорова   | Дана             |

## Эпизоды
| № серии | Премьера   | Описание серии |
| ------- | ---------- | --- |
| 1       | 08.02.2023 | Таганрог. 1915 год. Влюблённая в театр юная Фанни Фельдман, вопреки родительскому запрету, сбегает из дома и отправляется в Москву покорять театральные подмостки. Она обивает пороги театров, но везде получает отказ: тому виной заикание, специфическая внешность и чрезмерное рвение. Однако, упрямая Фаина твёрдо решает не общаться с семьёй, пока не покорит неприступную сцену. |
| 2       | 08.02.2023 | Фаине удаётся устроиться лишь зазывалой в цирк, комнату же она оплачивает, помогая хозяйке со стиркой. Случайное знакомство с балетной примой Большого театра — Катериной Гельцер — даёт Фанни шанс: её зачисляют в Керченскую театральную труппу. Впервые оказавшись на профессиональной сцене, молодая актриса начинает жутко заикаться, вынуждая тем самым антрепренёра разорвать с ней контракт. |
| 3       | 15.02.2023 | Актёрскую репутацию и контракт Фаины спасает её партнёр по сцене Гриша, от которого девушка уже успела потерять голову. Фанни едет в занятый большевиками Таганрог, чтобы проститься с родными, покидающими Россию навсегда. Спустя время Фаина — теперь уже не Фельдман, а Раневская — гастролирует по провинциям с семьёй знаменитой актрисы Павлы Вульф, ставшей для неё профессиональной наставницей и подругой. |
| 4       | 22.02.2023 | После четырнадцати лет мытарств по провинциям Фаину, наконец, зачисляют в труппу Камерного театра Таирова. Успех на столичной сцене, дружба с великим Василием Качаловым, приглашение сняться в кино — Фаина счастлива! Однако, предательство близкого человека и снятие с театрального репертуара спектакля «Патетическая соната» оставляют её без любви и работы. Раневская готова вновь кочевать по захолустьям, но неожиданно ей поступает предложение сняться в небольшой роли в фильме «Подкидыш», после премьеры которого актрису Фаину Георгиевну Раневскую узнает и полюбит вся страна. |
| 5       | 01.03.2023 | 1942 год. Фаина Раневская в эвакуации. Она выступает перед рабочими завода, снимается в небольшом эпизоде на Ташкентской киностудии. Знакомство с полковником Сергеем Репниным обещает перерасти в настоящий роман. Фаина оказывается перед дилеммой: уехать с Репниным, или сняться в картине великого Сергея Эйзенштейна «Иван Грозный». Однако, выбрав съёмки, она теряет и Репнина, и работу — на роль в фильме Раневскую не утверждают. |
| 6       | 08.03.2023 | Раневская возвращается в Москву, где вновь встречает Репнина. Роман вспыхивает с новой силой, но Сергей Павлович вынужден уехать в длительную командировку. Любовь Орлова приглашает Фаину сняться в фильме «Весна». Узнав, что съёмки будут проходить на Пражской киностудии, Фаина соглашается — возможно, это шанс увидеться с возлюбленным?! Репнин приезжает в Прагу к Раневской, и везёт её в Данию на могилу отца. Кажется, испытания позади: Фаина впервые за долгое время чувствует себя любимой и умиротворённой. Неожиданно для Раневской генерал Репнин оказывается на операционном столе. |
| 7       | 15.03.2023 | Вернуться к жизни Фаине помогает её друг Василий Качалов, буквально силой заставивший актрису выйти на съёмочную площадку фильма «Золушка». Другу Репнина, майору Кедрову, удаётся найти семью Раневской, о судьбе которой та ничего не знала более тридцати лет. У Фаины появляется возможность встретиться с матерью, живущей в Румынии, но лишь в том случае, если артистка Раневская согласится «сотрудничать с органами». |
| 8       | 15.03.2023 | Фаина на пике популярности. Она народная артистка Советского Союза, любимица публики, среди её поклонников первый космонавт Земли Юрий Гагарин. Но при этом, Раневская бесконечно одинока. Смерть самых близких людей, снятие с роли Маньки-спекулянтки в спектакле «Шторм» делают её жизнь невыносимой. Фаина встречается с подругой молодости, Зинкой, с которой они много лет назад обивали театральные подмостки столицы. Зинка не стала актрисой, но вполне счастливо живёт в статусе матери и бабушки. Невольно напрашивается вопрос: кто из женщин не зря прожил свою жизнь?! Раневская блистает в знаковом для неё спектакле Театра имени Моссовета «Дальше — тишина…», пытаясь дать себе ответ на столь простой и одновременно сложный жизненный вопрос. |

## Производство
Идея проекта родилась в 2012 году.
Впервые о съёмках сериала было официально объявлено в феврале 2016 года. Планировалось, что проект будет состоять из 10 серий. Изначально Софья Письман должна была сыграть Фаину Раневскую в зрелости, Мария Порошина — Павлу Вульф, Владимир Симонов — Василия Качалова, Сергей Барковский — Юрия Завадского, а Артур Ваха — Гирша Фельдмана. Спустя 5 лет количество серий было сокращено до восьми, а также был сделан перекаст. В частности, роль Раневской на протяжении всего сериала исполняет только одна актриса — Мариэтта Цигаль-Полищук.
Съёмки сериала проходили с июня по сентябрь 2021 года в Крыму (Никитский сад), Москве, Санкт-Петербурге, Ростове-на-Дону, Выборге и Таганроге, родном городе актрисы.
11 сентября 2021 года в рамках внеконкурсной программы «Самый ожидаемый проект» III фестиваля сериалов «Пилот» в Иваново были впервые публично продемонстрированы отрывки из сериала.
30 января 2023 года в театре имени Моссовета, где Раневская прослужила более 25 лет, состоялась презентация сериала. Гостям были продемонстрированы первая и последняя серии.

## Награды и номинации
| Год  | Премия                            | Категория                     | Лауреаты                | Результат |
| ---- | --------------------------------- | ----------------------------- | ----------------------- | --------- |
| 2023 | 17 мгновений                      | Лучшая женская роль           | Мариэтта Цигаль-Полищук | Победа    |
| 2023 | ТЭФИ                              | Исторический сериал           | «Раневская»             | Победа    |
| 2023 | ТЭФИ                              | Актриса исторического сериала | Мариэтта Цигаль-Полищук | Победа    |
| 2024 | АПКиТ                             | Лучшая актриса сериала        | Мариэтта Цигаль-Полищук | Победа    |
| 2024 | Премия Гильдии кастинг-директоров | Лучшая женская роль           | Мариэтта Цигаль-Полищук | Победа    |